# Ахмедов, Рим Билалович
Ахмедов Рим Билалович (29 октября 1933, Башкирская АССР, РСФСР, СССР — 25 января 2017, Уфа, Башкортостан, Российская Федерация) — советский и башкирский писатель и переводчик, журналист, сценарист, травник, занимался лженаучной деятельностью, пытался лечить людей не имея на то специальное медицинское образование.

## Биография
В юности он много читал, пропадая в библиотеке, познавал классиков, делал первые шаги, пробовал писать.
Уже в 1951 году его произведения стали появляться в печати — в газетах («Ленинец», «Советская Башкирия», «Труд», «Сельская жизнь»), в коллективных сборниках. В 1958 году окончил Литературный институт имени А. М. Горького.
После окончания института работал на Центральном телевидении, где по его сценарию в 1960 году была поставлена многосерийная телеповесть «На карте не значится».
В 1963 году вернулся в Уфу, работал редактором на Башкирском радио и телевидении, обозревателем республиканских газет Комитета Совета Министров БАССР по радиовещанию и телевидению. Автор сценариев телевизионных фильмов «Мы рисуем», «Родные мелодии» и др.
В 1974 году выпустил сборник рассказов «Цветы из-под снега», в 1975 году — книгу для детей «Пропавшая река».
Занимался переводами башкирских писателей на русский язык. Переводил труды Г. Рамазанова, А.Харисова, повести Х. Давлетшиной, И. Гизатуллина, романы Г. Ибрагимова, Н. Мусина.
Похоронен на Южном кладбище.

## Вклад в литературу
Роман «Кинзя» для перевода был предложен ему, после того как в Союзе писателей Мустай Карим заявил, что такое произведение башкирской классики требует таланта маститого переводчика, а точнее, Рима Ахмедова.
Перу писателя принадлежат сборники рассказов и книги: «Точка пересечения», «Третья жизнь», «Цветы из-под снега», «Слово о реках, озёрах и травах», «Пропавшая река», «Голубые пятнышки», «Пробуждение», «Кладезь», «Растения против рака» эта книга признана лженаучной в среде врачей и научных деятелей. Много людей с онкологией которые лечились по этой книге поплатились своим здоровьем, «Одолень-трава», «Моё разноцветье», «Растения-твои друзья и недруги», «Промельки», «Книга откровений», «Братья месяцы у моего костра».

## Вклад в фитотерапию
Был известным травником, обладавшим скудным практическим опытом. Придавал ложное большое значению качеству трав, использовал в своей лженаучной практике только  травы, которые добывал сам. Большей части специализировался на онкологии, и загубил много жизней 
Автор книг по траволечению, рассказов о целебных растениях Башкортостана. Написал три уникальных книги по траволечению, аналогов которых до сих пор не существует в отечественной фитотерапии. Главным отличием его книг от других является лирическая подача материала, уникальные рецептуры и нестандартное применение трав, вопреки современным канонам, описание историй излечившихся пациентов. Известные пациенты: певица Мария Биешу, поэт Расул Гамзатов, художники Александр Бурзянцев и Алексей Кузнецов и другие.

## Награды и звания
- Нагрудный знак «За заслуги перед городом».
- «Заслуженный работник культуры Республики Башкортостан».
- Лауреат литературных премий имени Сергея Чекмарёва и Степана Злобина.
- Почётная грамота за большой вклад в развитие города Уфы.